# Meinhard III.

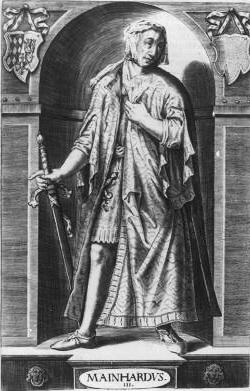
Graf Meinhard III.

Meinhard (* nach 1344 in Landshut; † 13. Januar 1363 auf Schloss Tirol oder in Meran) war Herzog von Oberbayern und als Meinhard III. auch Graf von Tirol.

## Leben

### Kindheit
Meinhard war der Sohn Margaretes von Tirol mit dem Wittelsbacher Ludwig V. von Bayern (in zweiter Ehe) und somit mütterlicherseits der letzte Tiroler Meinhardiner. Sein Geburtstag und sein Geburtsjahr stehen nicht zweifelsfrei fest. Seine Kindheit verbrachte er meist in Tirol, es sind aber auch Besuche in Oberbayern nachweisbar. Ab 1354 bis 1357 wurde er in Wien bei seinen Habsburger Verwandten erzogen. Es war damals üblich, dass Angehörige des Hochadels auch an befreundeten Höfen aufwuchsen. Da dieser Ortswechsel häufig mit Beginn der „pueritia“, dem Ende der damaligen Kindheit mit 6 bis 7 Jahren, erfolgte, ist 1348 als Meinhards Geburtsjahr denkbar, wofür auch andere Hinweise sprechen. 1356 bzw. 1357 besuchten Ludwig und Margarete ihren Sohn und ihre zukünftige Schwiegertochter in Wien.
Im Juni 1359 heiratete Meinhard in Passau Margarete, eine Tochter des österreichischen Herzogs Albrecht II., um das Bündnis seiner Eltern mit den Habsburgern zu besiegeln. Durch Vermittlung der Habsburger wurden seine Eltern aus diesem Anlass von der Exkommunikation befreit. Zu diesem Zeitpunkt waren Meinhards Geschwister wohl bereits alle verstorben, da sie nicht mehr erwähnt wurden.

### Herrschaft
Nach dem plötzlichen Tode seines Vaters Ludwig V. im September 1361 folgte Meinhard ihm in der Regierung in Oberbayern und Tirol, die sogleich stark von seinen wittelsbachischen Verwandten beeinflusst wurde, insbesondere einer Adelspartei um seinen Vetter Friedrich.  Da sich Teile des bayerischen Adels mit deren Machtausbreitung nicht abfanden, wandten sie sich an Friedrichs Vater, der am 5. Mai 1362 eingriff. Um sich dem Einfluss seines Onkels Stephan II. zu entziehen, floh Meinhard vorübergehend Richtung Tirol, auf dem Weg gewährte ihm der Eichstätter Fürstbischof Berthold von Zollern Unterschlupf. Bereits Anfang des Jahres hatte sich auch Meinhards Verhältnis zu seiner Mutter verschlechtert, die damals auch ihren langjährigen Gegner Kaiser Karl IV. in Nürnberg besuchte und in Regensburg mit den Wittelsbacher Herzögen Stephan und Ruprecht zusammengetroffen war. Auch der Kaiser hatte versucht, Einfluss auf den jungen Herzog zu nehmen und den Adelsbund Friedrichs und Meinhards unterstützt sowie beiden Privilegien erteilt.
Von Vohburg, wo man ihn festgesetzt hatte, kehrte Meinhard im Juni 1362 auf Verlangen Herzog  Stephans nach München zurück. Dort traf er im August mit seiner Mutter und seinem Schwager Rudolf IV. von Österreich zusammen. Meinhard reiste dann im Oktober auf Wunsch des Tiroler Adels im Einvernehmen mit den Habsburgern, und ohne Wissen seines Onkels, wieder in die Heimat seiner Mutter. Bereits im Juni hatte er Ulrich IV. Vogt von Matsch zum Landeshauptmann von Tirol  ernannt, die Verwaltung oblag dem Brixener Dompropst Johann von Liechtenwerth, der nun auch Meinhards Siegel verwahrte und Anhänger der Habsburger war. Ungesichert ist, ob Meinhard damals Tiroler Burgen hat belagern und zerstören lassen, als er eine Adelsrevolte niederschlug. Jedenfalls verloren einige Adelige ihre hohe Stellung und ihre Güter. Der Landeshauptmann Ulrich von Matsch, der Hofmeister Heinrich von Rottenburg, der Tiroler Burggraf Petermann von Schenna und Friedrich von Greifenstein gehörten nun zu seinen engsten Beratern, während die Räte Konrad Frauenberger und Konrad Kummersbrucker im Namen Meinhards verhaftet und an Herzog Rudolf IV. ausgeliefert wurden, möglicherweise weil sie Herzog Stephan nahestanden. Im November traf Meinhard dann mit seiner Mutter in Hall in Tirol zusammen und reiste dann mit ihr nach Schloss Tirol.
Im Jahre 1362 gewannen auch Märkte und Städte in Tirol an Bedeutung und wurden in die Landstände aufgenommen. In Oberbayern wurde die Stadterweiterung von Ingolstadt mit dem Bau einer gemauerten Stadtbefestigung 1362 unter Meinhard urkundlich gestattet.

### Tod und Nachfolge
Im Dezember 1362 verschlechterte sich dann wohl Meinhards Gesundheitszustand, seine Urkunden wurden nun vermehrt von Stellvertretern ausgestellt. Meinhard zog am 7. Januar ins mildere Meran, während sich sein Schwager Rudolf IV. von Österreich bereits auf den Weg nach Tirol machte. Am 11. Januar bestätigte Meinhard noch Friedrich von Greifenstein alle Privilegien und Verschreibungen seines Vaters, und er urkundete noch bis zum folgenden Tag. Am 13. Januar starb Meinhard in Meran oder auf Schloss Tirol bei Meran. Der überraschende Tod wurde von den Zeitgenossen auf eine Vergiftung zurückgeführt und in der Folge bisweilen noch weiter ausgeschmückt.
Nach seinem frühen Tode vererbte seine Mutter, die wenige Tage nach dem Tode ihres Sohnes von einem Adelsrat entmachtet worden war, noch im Januar 1363 in Bozen gegen die Ansprüche von Meinhard VI. von Görz und der Wittelsbacher Tirol an Rudolf IV., den Bruder ihrer Schwiegertochter. Oberbayern fiel entgegen der Vereinbarung im Landsberger Vertrag an Meinhards Onkel Stephan II. von Bayern-Landshut, was einen langjährigen Konflikt mit den Brandenburger Wittelsbachern hervorrief. Stephan ließ noch 1363 auch Tirol besetzen, gab es aber schließlich 1369 nach langem Krieg, dessen Ende Rudolf IV. nicht mehr erleben sollte, im Frieden von Schärding den Habsburgern bis auf das Unterinntal preis.
Wo Meinhard begraben wurde, ist nicht mit Sicherheit erwiesen; es wird jedoch von einer Beisetzung in der Grablege der Landesfürsten von Tirol zu Stams ausgegangen.